# Ken Hirai
Ken Hirai (平井 堅, Hirai Ken), född 17 januari 1972 i Osaka prefektur i Japan, är en japansk R&B- och popsångare.